# Matthias Kahl
Matthias Kahl (* 4. April 1976 in Hennigsdorf) ist ein deutscher Beamter. Er war von 2015 bis 2016 Staatssekretär im Ministerium des Innern und für Kommunales des Landes Brandenburg.

## Leben

### Ausbildung
Matthias Kahl absolvierte nach dem Abitur von 1996 bis 1999 zunächst eine Ausbildung zum Bankkaufmann. Danach studierte er von 1999 bis 2005 Volkswirtschaftslehre an der Universität Potsdam und erreichte einen Abschluss als Diplom-Volkswirt.

### Laufbahn
Kahl arbeitete nach dem Studium von 2005 bis 2010 zuerst Büroleiter und wissenschaftlicher Mitarbeiter der Bundestagsabgeordneten Angelika Krüger-Leißner (SPD). Anschließend war er von 2010 bis 2012 Fachdienstleiter für monetäre Leistungen sowie von 2012 bis 2015 Fachbereichsleiter für Soziales in der Kreisverwaltung Oberhavel.
Von Juni 2015 bis 2016 war er unter Minister Karl-Heinz Schröter (SPD) Staatssekretär im Ministerium des Innern und für Kommunales des Landes Brandenburg.
Im Januar 2017 übernahm er die Leitung des Jobcenters Oberhavel. Sodann kehrte er in die Kreisverwaltung Oberhavel zurück und war von September 2017 bis 2018 kommissarischer Dezernent für Bildung und Jugend, 2018 Dezernent für Arbeit und Gesundheit, von 2019 bis 2023 Dezernent für Arbeit und Soziales und ab 2023 Dezernent für Finanzen und IT.